# سینما بهمن زنجان
سینما بهمن یک سینما در شهر زنجان، ایران است.
این سینما که متعلق به حوزه هنری می‌باشد در سال ۱۳۵۳ با ۱ سالن افتتاح شده است.